# Brauerei Ferd. Schumacher

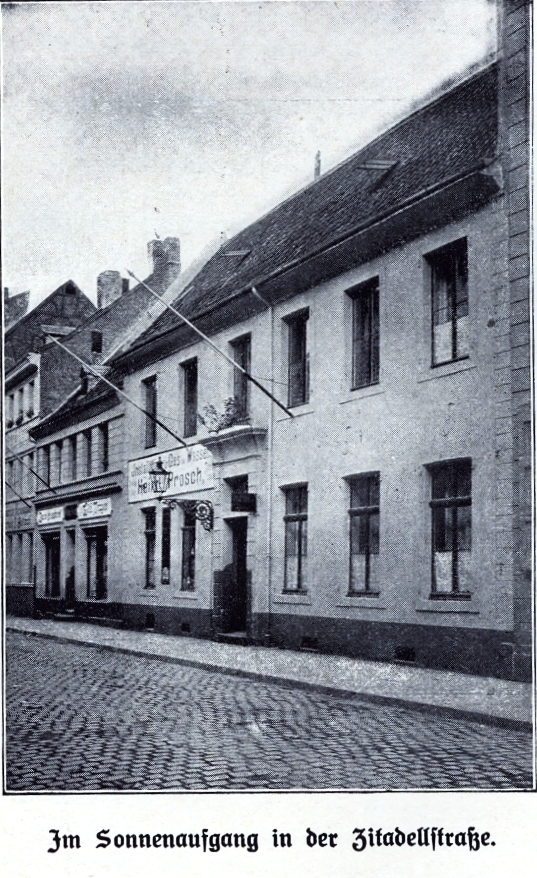
Düsseldorf, Citadellstraße 12, Gasthaus „Im Sonnenaufgang“

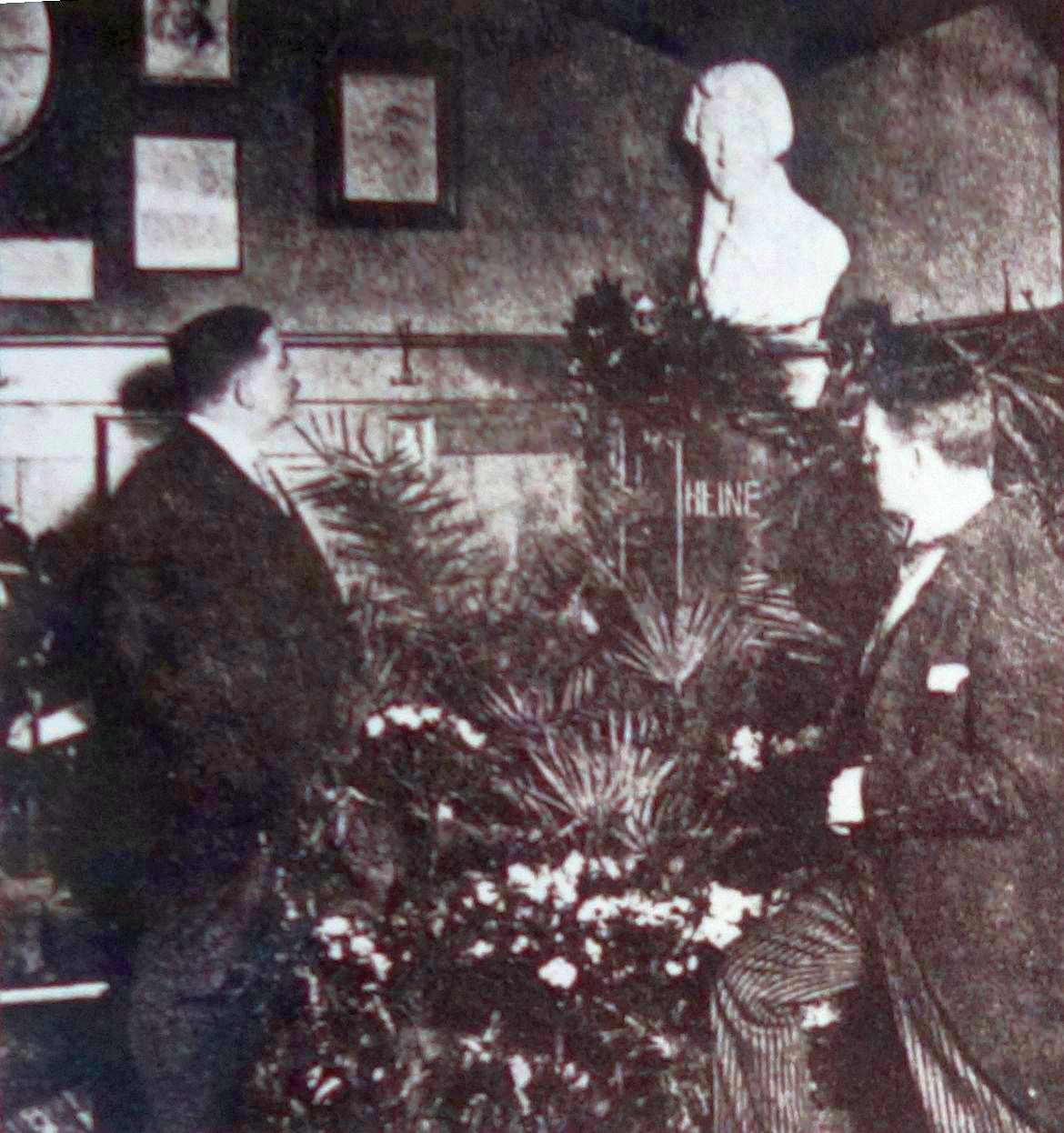
Erste öffentlich zugängige Heinrich-Heine-Büste (1913), versteckt in der Zeit des Nationalsozialismus

Die Brauerei Ferd. Schumacher GmbH & Co. KG ist eine Brauerei in der Innenstadt von Düsseldorf. Das Schumacher-Alt ist ein traditionelles Altbier. Ausgeschenkt wird es im Stammhaus der Brauerei in der Oststraße, im Brauereiausschank in der Bolkerstraße sowie in mehreren Gastronomiebetrieben im weiteren Umkreis Düsseldorfs. Die Schumacher-Brauerei ist eine der wenigen älteren unabhängigen Brauereien in Düsseldorf.

## Geschichte

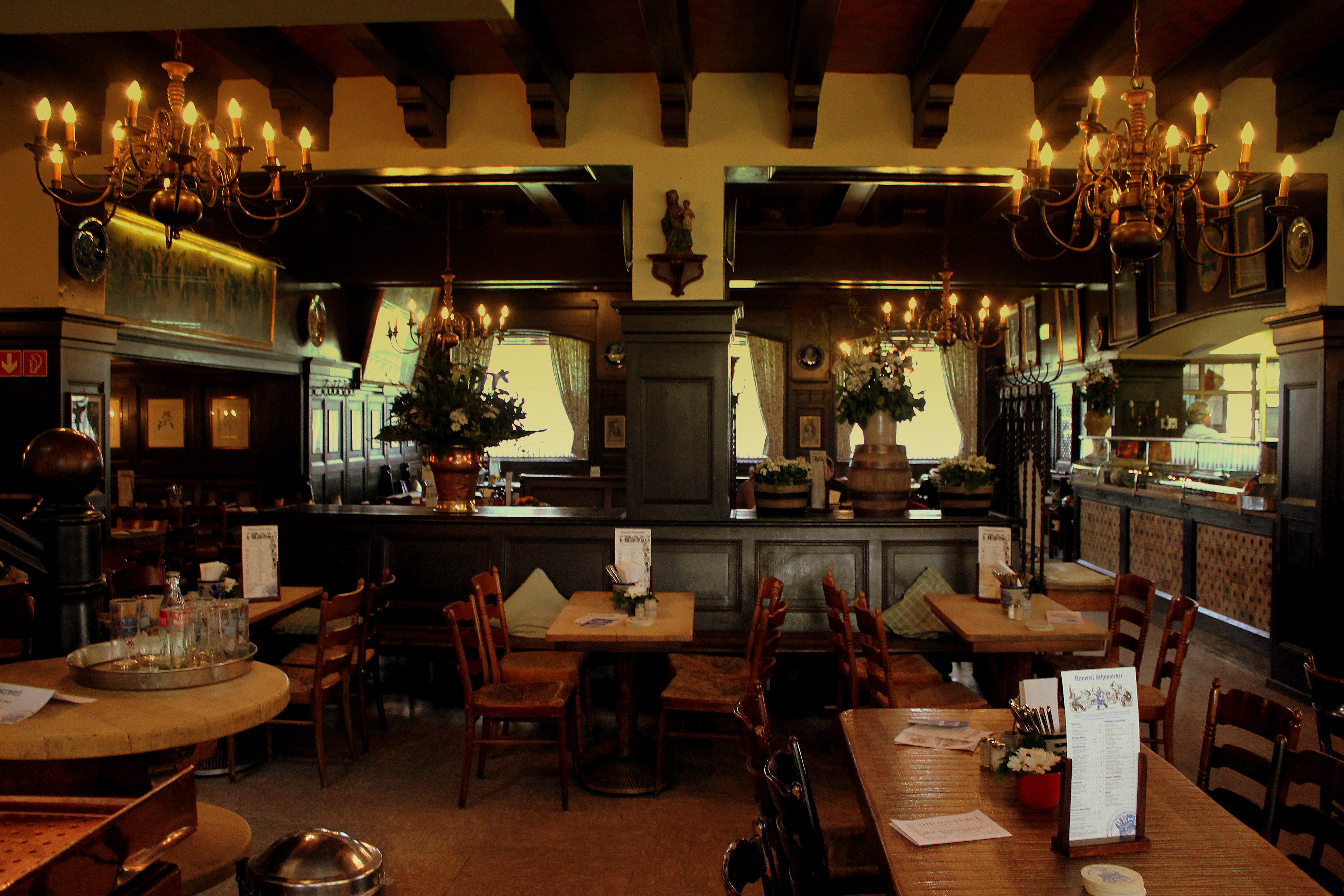
Interieur der Schankstube der Brauerei Schumacher im Lokal Oststraße, 2013

Die Brauerei Schumacher geht zurück auf die Übernahme der Brauerei „Im Sonnenaufgang“ in der Citadellstraße 12 1838 durch den Brauer Johannes Matthias Schumacher. 1902 übernahm dessen Sohn Fritz die Brauerei und sein Bruder Ferdinand II. erwarb die Gaststätte Zum Goldenen Kessel in der Bolkerstraße 44, mitten in der Altstadt. 17 Jahre später kauft er von seinem Bruder Fritz auch die Brauerei in der Oststraße 123. Nach Vollendung der Um- und Ausbauten auf der Oststraße 1925 wurde der Braubetrieb in der Altstadt eingestellt. Der Goldene Kessel wurde fortan als Brauereiausschank geführt und an Josef Schnitzler verpachtet. In den 1920er und 1930er Jahren ließ die Brauerei ihre Bierdeckel von Künstlern der Kunstakademie Düsseldorf gestalten, unter anderem von dem Maler Richard Bloos.
Im Zweiten Weltkrieg wurden beide Standorte durch Luftangriffe 1942 (Bolkerstraße) und 1943 (Oststraße) zerstört. Da vom Braubereich an der Oststraße vorwiegend der Dachbereich beschädigt war, konnte hier der Braubetrieb kurz nach Kriegsende wieder aufgenommen werden. 1948 folgte nach provisorischer Wiederherstellung die Wiederinbetriebnahme der Betriebsstätte in der Bolkerstraße. 1955 verkaufte Ferdinand II Brauerei und Brauereiausschank auf Ost- und Bolkerstraße an seinen Neffen Braumeister Hans Schnitzler und dessen Ehefrau Thea. 1958 wurden auf der Bolkerstraße vom Architekten Ernst Günther die ehemaligen zwei Gebäude Nr. 44 und 46 zu einem neuen Gebäude zusammengefasst, aufgebaut und der Brauereiausschank wieder eröffnet.
Nach dem Tod von Hans Schnitzler 1966 übernahm seine Ehefrau Thea Schnitzler den Betrieb. Von 1980 bis 1990 wurde die Brautechnik modernisiert. Nach dem Tod von Thea 1991 wurde deren Tochter Gertrud Nachfolgerin, die seit 2013 die Geschäfte zusammen mit Nina Thea Ungermann führt. 1994 erfolgte eine Renovierung des Lokals Zum goldenen Kessel und 1997 eine Kernsanierung des Gasthofbereiches auf der Oststraße. Der goldene Kessel wurde 2007 komplett saniert und die Bereiche wie Küche, Lüftung und E-Installation erneuert. Zum Gemälde-Interieur des Hauses an der Oststraße gehören bekannte Motive der Düsseldorfer Malerschule, so auch Repliken bzw. Kopien der Bilder Das Vogelschießen der Düsseldorfer Künstler im Grafenberger Wald (Friedrich Boser, Carl Friedrich Lessing) und Walter Dodde und die bergischen Bauern bei der Schlacht bei Worringen (Peter Janssen der Ältere).
Ab September 2019 wurde die Brauerei Schumacher Altbier-Partner der Merkur Spiel-Arena. Die Brauerei Schumacher beabsichtigte, drei weitere Bierbrauer zu verpflichten, um dem Mehrbedarf in der Arena gerecht zu werden.
Fortuna Düsseldorf fühlte sich in die Entscheidung nicht richtig eingebunden, denn die Brauerei Frankenheim zahlt als Sponsor mehr als 400.000 Euro im Jahr an den Fußballklub.

## Biersorten
- Schumacher Alt
- Schumacher Latzenbier
- Schumacher 1838er

Das Schumacher Alt ist ein traditionelles Bier mit einem Alkoholgehalt von 4,6 % vol. Es wird sowohl in einer 1-Liter-Bügelverschlussflasche, als auch in Eichenholzfässern und kunststoffummantelten Edelstahlfässern mit 5, 10, 15, 20, 30 und 50 Litern angeboten. 2009 wurden rund 30.000 Hektoliter Schumacher-Bier hergestellt. Seit dem 1. Mai 2019 wird es auch in 0,33 Liter Mehrweg-Bierflasche mit Bügelverschluss abgefüllt.
Das Latzenbier fällt in die gleiche Kategorie wie das Sticke der Brauereien Uerige und Brauerei zum Schlüssel und das Weihnachtsbier der Brauerei im Füchschen; es ist stärker eingebraut, enthält mehr Stammwürze, Malz und hat als Starkbier einen Alkoholgehalt von 5,5 % vol. Das Bier wird jeweils nur am dritten Donnerstag der Monate März, September und November ausgeschenkt; es ist auch nur an diesen Tagen in begrenzter Stückzahl als Flaschenbier erhältlich.
Das 1838er ist ein fruchtiges, obergäriges Altbier, das mit speziellen Aromahopfensorten aus Australien und Kanada gebraut wird, die dem Bier eine zitrusfruchtige Note geben. Das 1838er wird seit dem 175-jährigen Bestehen der Brauerei am 1. Mai 2013 gebraut und hat einen Alkoholgehalt von 5,0 % vol. Es wird in 1-Liter-Bügelverschlussflaschen verkauft.

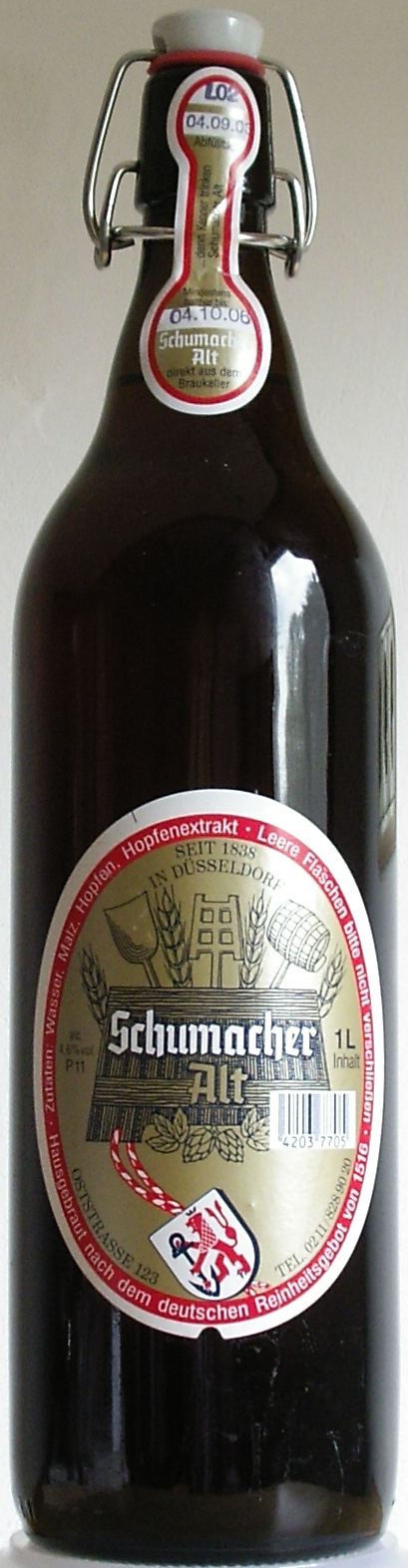
Schumacher Alt 1 Liter
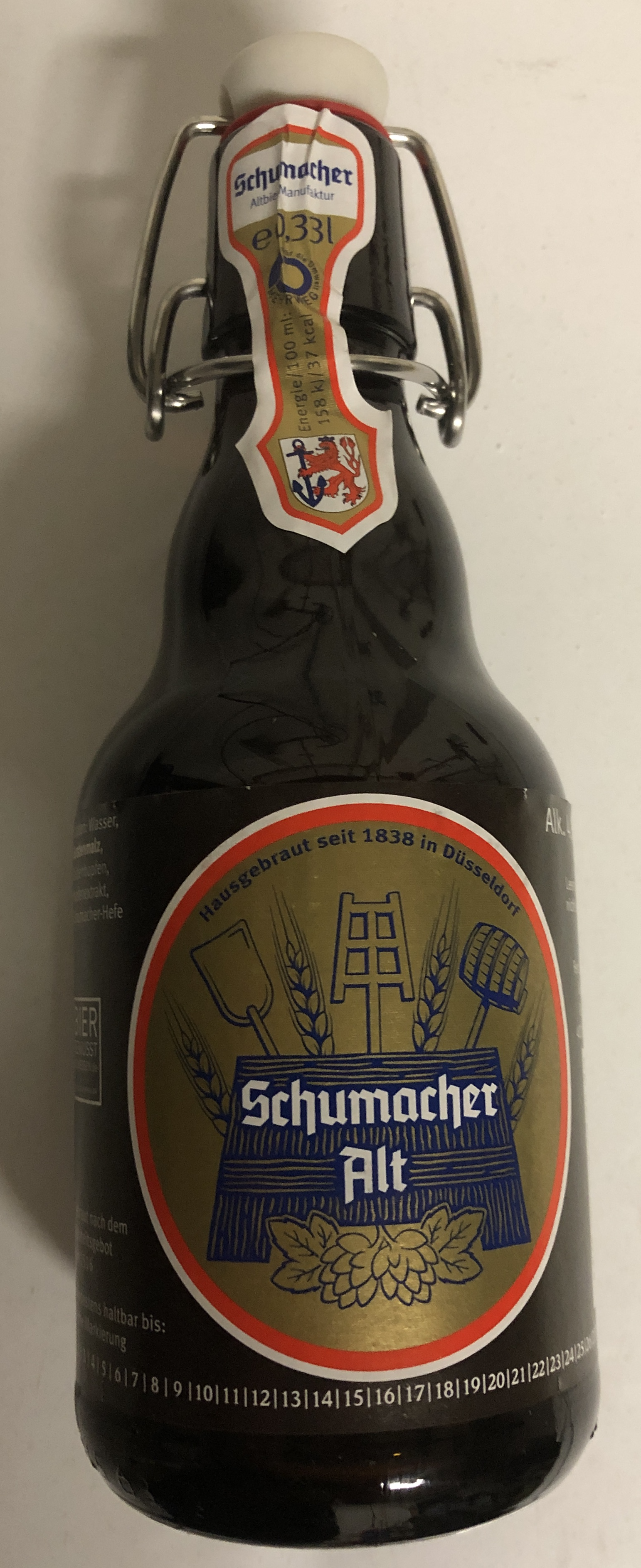
Schumacher Alt 0,33 Liter
Schumacher Latzen